# Hatiora cylindrica
A Hatiora cylindrica faj a vesszőkaktuszokra (Rhipsalis) emlékeztető kaktusz, de azoktól eltérőn színes, nagyobb méretű virágai vannak.

## Elterjedése és élőhelye
Brazília: Rio de Janeiro állam; epifitikus, vagy terresztris életmódú.

## Jellemzői
Sűrű növekedésű növény, szára 30 mm hosszú, tövén nem vékonyodik, színe néha vörösen pettyegetett. A virágok 12 mm hosszúak, a külső szirmok vörösesek, a belsők narancssárgák-sárgák. A termése bíborvörös bogyó.
Elterjedése nem összefüggő, típuspéldányát J. N. Rose, Dr. Lofgren és Senor Porto gyűjtötte Ilha Grande-nál, Rio de Janeiro közelében, 1915. július 22-24. között. A Hatiora salicornioides taxontól szárszegmenseinek nem elvékonyodó alapjával és kevéssel nagyobb, narancssárga virágaival különbözik alapvetően. Rendszertani helyzete több szerző szerint vitatott.